# Mouvement Jeunes Communistes de France
Mouvement Jeunes Communistes de France (MJCF) – francuska skrajnie lewicowa organizacja młodzieżowa o profilu marksistowskim, powstała w 1920 roku, działająca jako młodzieżówka Francuskiej Partii Komunistycznej. Jest najstarszą francuską polityczną młodzieżówką. Obecnym sekretarzem generalnym ugrupowania jest Nordine Idir. Przy organizacji działa organizacja studencka.
Stowarzyszenie jest członkiem Światowej Federacji Młodzieży Demokratycznej grupującej organizacje młodzieżowe o profilu lewicowym. Organizacja działa na rzecz uwolnienia więźniów politycznych. Przeprowadzili kampanie na rzecz praw obywatelskich i uwolnienia znanych więźniów takich jak Mumia Abu-Jamal czy Marwan Barghouti. Młodzieżówka sprzeciwia się amerykańskiej interwencji w Iraku. Aktywnie wspiera także kandydatów PCF w kampaniach wyborczych.